# Rolf Friederichs
Rolf Friederichs (* 9. November 1937 in Heilbronn; † 29. März 2011 ebenda) war ein deutscher Maler und Grafiker.

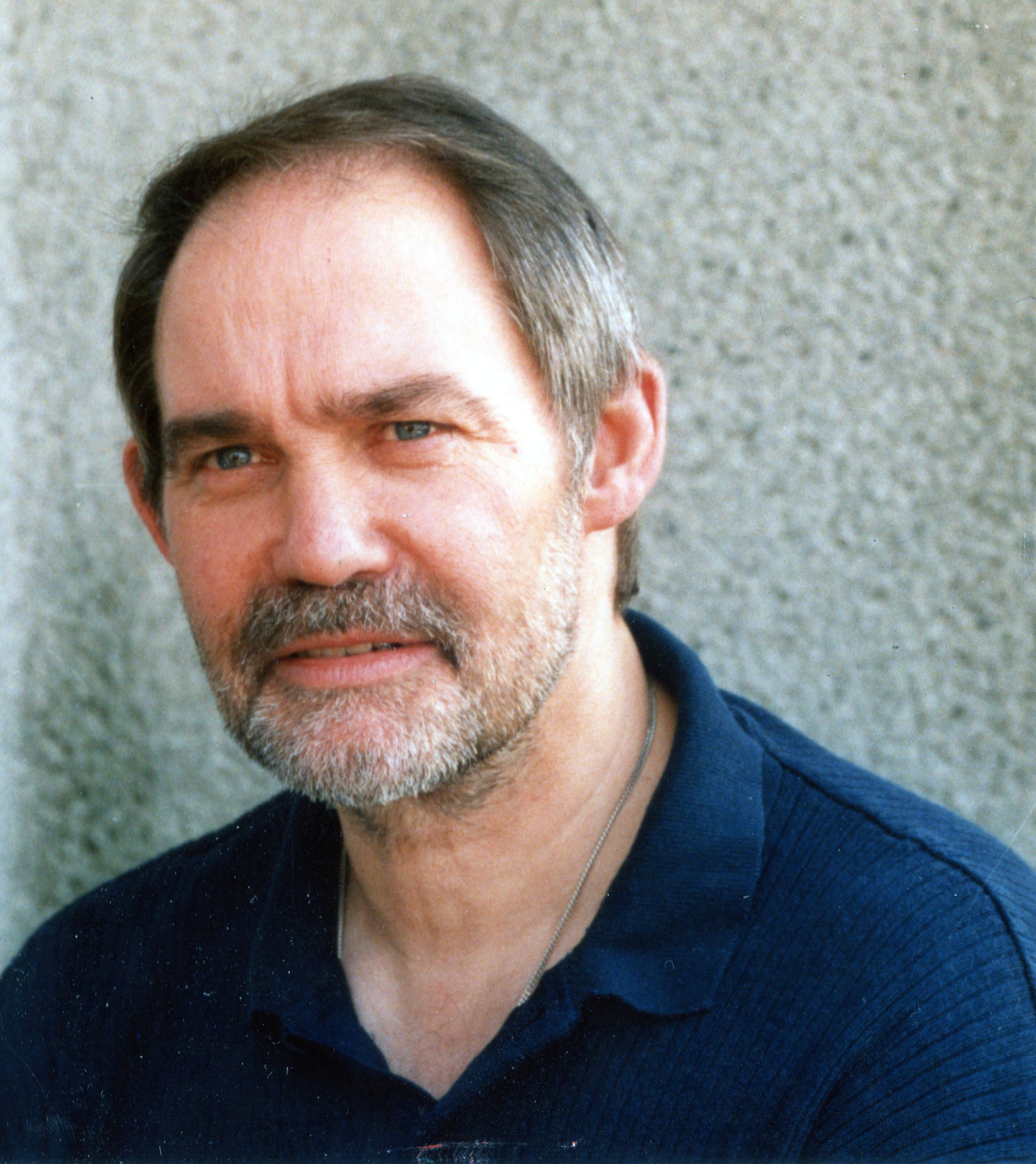
Rolf Friederichs

## Leben
Im Jahre 1956 erlernte Friederichs den Beruf des Farblithographen. Er studierte von 1960 bis 1963 freie angewandte Zeichenkunst und Gebrauchs-Werbegrafik. Nach Abschluss seines Studiums begann er als freischaffender Grafiker tätig zu sein. Im Jahre 1967 wurde er sowohl Mitglied des Berufsverbandes Bildender Künstlerinnen und Künstler Baden-Württemberg, als auch des Künstlerbundes Heilbronn, dessen Ausstellungsleiter er von 1990 bis 2002 war. Der Künstler nahm an zahlreichen Ausstellungen im In- und Ausland teil.

## Werk

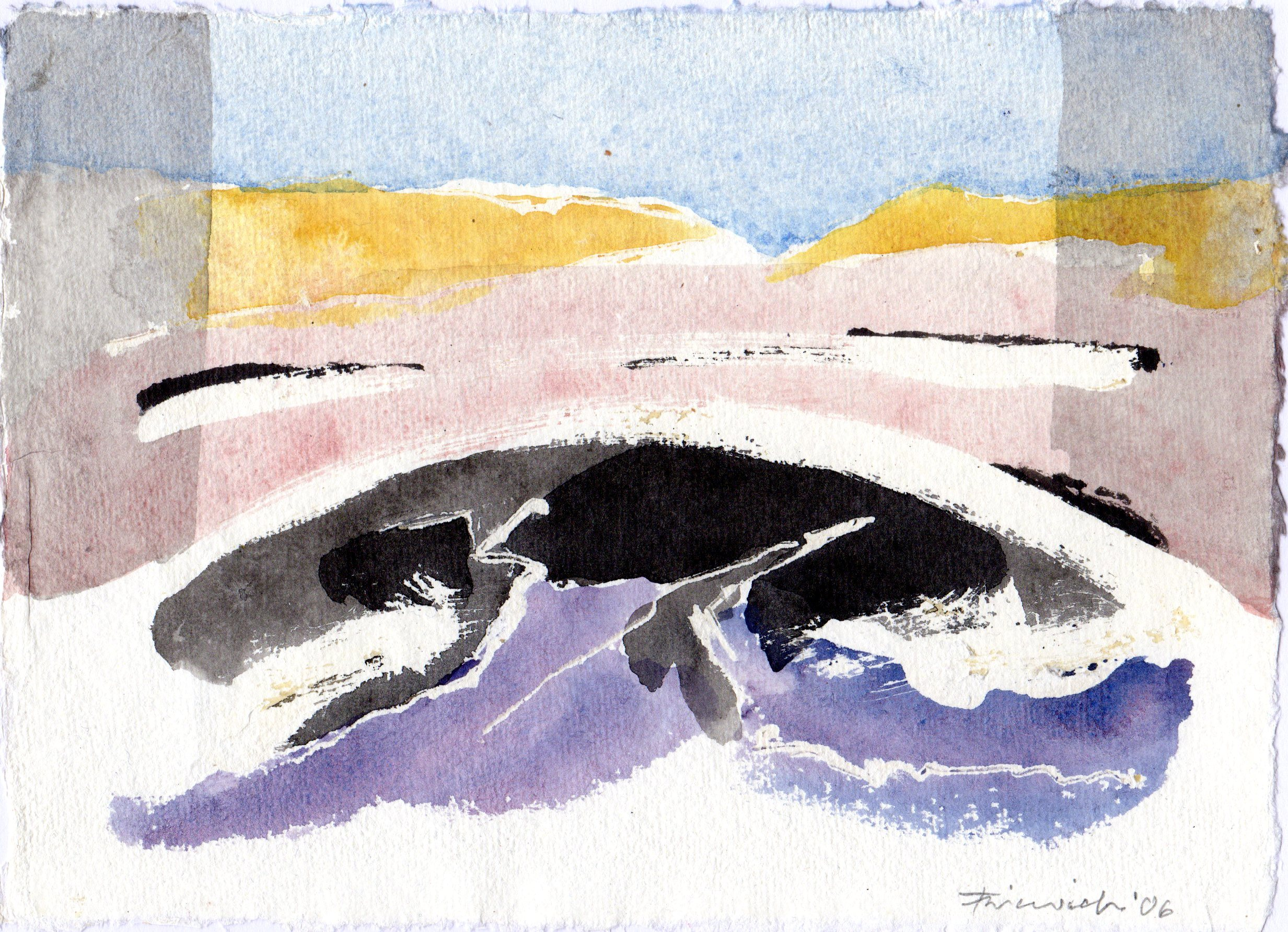
Neckarbogen, 2006

Seine erste, im Jahre 1967 veranstaltete Einzelausstellung, in den Räumen der Heilbronner Stadtbücherei, versammelte neben Landschaftsstudien der näheren Umgebung, abstrakte Kompositionen mit zum Teil ornamentalen Gebilden. 
Dabei lehnte der Künstler die traditionellen Arten der Formdarstellung ab und bevorzugte er eine 'freiere' Maltechnik.
Die Suche nach einer Form, die den 'Kern', das Wesentliche allen Seins beinhaltete, führte schließlich dazu, dass sich seine jüngsten Arbeiten aus nicht mehr als zwei bis drei Grundtönen zusammensetzten. Der Maler mied Details und konzentrierte sich auf wenige Farbflächen. 
Zunehmend an Dominanz gewann die Farbe Schwarz – laut Friederichs eine der 'ausdrucksreichsten' Farben. In 'New York I' (Acryl auf Leinwand, 2005) bedeckt das Schwarz nahezu ein Drittel des Bildes. Der Künstler band die charakteristischen Merkmale der Silhouette in ein kompositionell ausgewogenes, spannungsreiches Formgerüst aus Rechtecken. Dabei gelang es ihm, Schatten, Plastizitäten und selbst Raumtiefen mit einfachsten Mitteln darzustellen. Zu seinen Leinwandgemälden trat eine Vielzahl kleinformatiger Aquarelle (Neckarbogen, 2006). In immer neuen Ansätzen entmaterialisierte Rolf Friederichs auch hier das Sichtbare, um es in einfarbige Flächen mit stark stilisierten Konturen umzuwandeln.

## Ausstellungen
- 1995: Kreissparkasse Heilbronn, Neckargartach
- 1998: Stadtbücherei Heilbronn
- 1999: Volksbank Obersulm-Affaltrach
- 1999: Galerie U 21 Heilbronn
- 2000: Evangelische Kirche, Stetten i. R.
- 2000: Dr. Heimeier & Partner, Stuttgart-Möhringen
- 2002: EnBW Kraftwerke AG, Stuttgart
- 2003: Siedlungswerk Stuttgart
- 2004: Evangelische Tagungsstätte Löwenstein
- 2004: NWS Kraftwerke AG & Co. KG Altbach Deizisau
- 2005: EnBW Kraftwerk GmbH Neckarwestheim - GKN
- 2007: Sternwarte Tübingen
- 2007: Rathaus Pfaffenhofen: Künstlertreff
- 2007: Kreissparkasse Neckarsulm
- 2009: Altes Rathaus, Leingarten[2]
- 2010: Heinrich Fries Haus, Heilbronn
- 2011: Rathaus Güglingen[3]
- 2013: Rolf Friederichs: Retrospektive. ZEAG Energie[4]

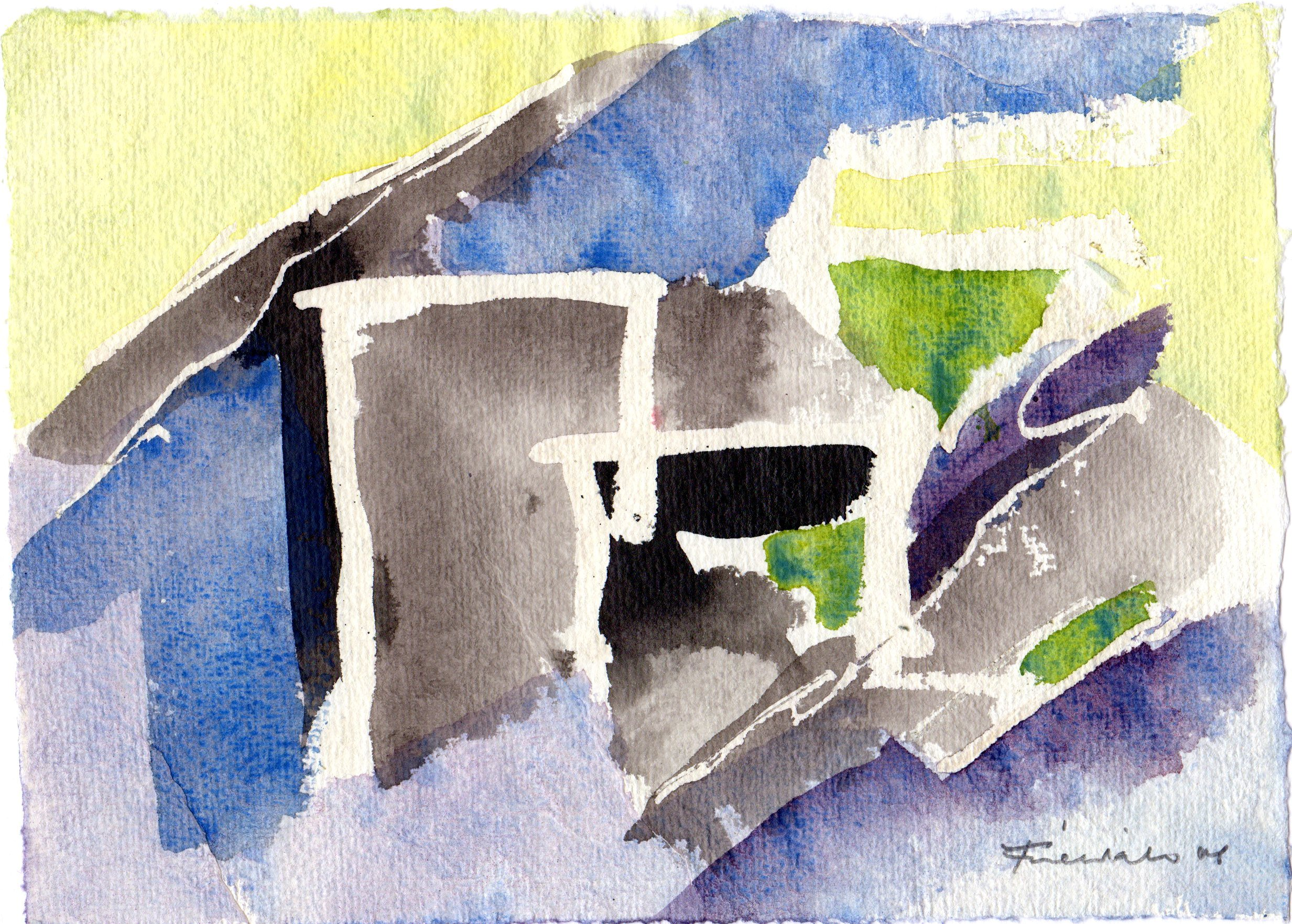
Aquarell auf handgeschöpftem Büttenpapier, 21 × 15 cm